# 新湾镇
新湾镇，是中华人民共和国湖南省益阳市沅江市下辖的一个乡镇级行政单位。

## 行政区划
新湾镇下辖以下地区：
振兴社区、明月村、畔山洲村、新湾村、莲花村、老屋冲村、桥北村、杨阁老村和周公湖村。